# Komsomolsk pe Amur
Komsomolsk-na-Amure (ru. Комсомольск-на-Амуре) este un oraș din regiunea Habarovsk, Federația Rusă, cu o populație de 281.035 locuitori.
1. ↑  Q26882286, accesat în 24 octombrie 2016
2. ↑   https://www.kmscity.ru/city Lipsește sau este vid: |title= (ajutor)